# 夫神岳
夫神岳（おかみだけ/おがみだけ）もしくは夫神山（おかみやま）は、長野県青木村と上田市に跨る標高1,250 mの山。西麓からの比高は400 mほど。東麓に別所温泉、西麓に沓掛温泉がある。
7月15日頃になると、雨乞い祭りの「岳の幟」が、夫神岳山頂で始まり、下山して別所温泉街に向かう。山頂には北方に展望があり、目前に谷を挟んで子檀嶺岳が見え、遠方に飛騨山脈や妙高山の姿も見える。夫神岳の3kmほど東南東には、「夫」の対となる「婦」の文字ではないが女神岳という名の山があり、隣同士の位置関係である。夫神岳は北西方向に大規模な地すべりを起こしている。